# 161592 Sarahhamilton
161592 Sarahhamilton è un asteroide della fascia principale. Scoperto nel 2005, presenta un'orbita caratterizzata da un semiasse maggiore pari a 2,5679972 au e da un'eccentricità di 0,1480453, inclinata di 2,63067° rispetto all'eclittica.
L'asteroide è dedicato alla scienziata statunitense Sarah A. Hamilton.